# Scopula cerussaria
Scopula cerussaria là một loài bướm đêm trong họ Geometridae.